# Vannetin
Le Vannetin (ou ru de Piétrée) est un ruisseau français de la Brie laitière ou « Brie des Morins », du département de Seine-et-Marne, en région Île-de-France et un affluent du Grand Morin, donc un sous-affluent de la Seine, par la Marne.

## Géographie
Le ru de Piétrée prend sa source à Leudon-en-Brie pour se jeter 18,6 kilomètres plus loin dans la rivière Grand Morin à Saint-Siméon (quelques kilomètres en aval de La Ferté-Gaucher).
Le ru du Vannetin prend le nom de ru de Piétrée sur une partie de sa section aval (passage dans la commune de Saint-Siméon). Avec l'essentiel de son tracé orienté obliquement sud-est/nord-ouest au sud du Grand Morin, le cours du Vannetin a une largeur moyenne de 3 mètres.

### Communes et cantons traversées
Dans le seul département de Seine-et-Marne, le ru de Piétrée traverse dans les sept communes suivantes, de l'amont vers l'aval, de Leudon-en-Brie, Courtacon, Saint-Mars-Vieux-Maisons, Chartronges, Choisy-en-Brie, Marolles-en-Brie, Saint-Siméon (confluence).
Soit en termes de cantons, le ru de Piétrée prend source et conflue dans le même canton de La Ferté-Gaucher, dans l'arrondissement de Provins.

### Bassin versant
Le ru de Piétrée traverse une seule zone hydrographique le Grand Morin du confluent du ru de Drouilly (exclu) au confluent du ru de l'or (F653) pour une superficie de 620 km2.

## Affluents
Le ru de Piétrée a neuf tronçons affluents référencés. Il a comme principaux affluents :
- Le ruisseau de la Payenne[2] (long de 2,6 km), d'abord ; conflue rive droite à Choisy-en-Brie.
- Le ru de l'Étang Nodart[3] (long de 2,6 km), enfin ; conflue rive gauche  à Marolles-en-Brie.

Son rang de Strahler est donc de deux.

## Données anthropiques
- L'occupation humaine est très ancienne sur cette petite vallée et le cours du Vannetin passe à proximité de plusieurs monuments historiques : église (classée IMH) Saint-Denis-et-St-Christophe (Leudon-en-Brie), lavoir (Chartronges), château du XVIIe siècle (Choisy-en-Brie), fermes briardes (Marolles-en-Brie), fontaine Saint-Siméon.
- Le code générique du ru du Vannetin (ou ru de Piétrée) dans le répertoire du S.A.N.D.R.E. (Service d'administration nationale des données et référentiels sur l'eau en France) est le : F6537000.
- Stations de mesure : en aval, une station de mesure de la qualité de l'eau est située sur le cours aval du Vannetin, la station no 03117440 à Saint-Siméon ; en amont, le CNRS possède sa propre station limnimétrique d'étude, à Leudon-en-Brie (débit moyen de 0,6 m3/s à cette station no H5714630)[4].
- À noter que le cours de la rivière croise aussi le sentier de Grande randonnée du GR 11, à hauteur de Choisy-en-Brie.

## Écologie
- Classement : seul cours d'eau du bassin du Grand Morin dans ce cas, le Vannetin a fait l'objet d'une inscription (SIC/pSIC) de préservation Natura 2000 (réseau européen de sites naturels ou semi-naturels ayant une grande valeur patrimoniale) pour la biodiversité et le développement durable. Le classement, sur sa section amont, (61 hectares) comprend la surface de la rivière et les berges (avec prairies semi-naturelles humides)[5].

- Géologie : la vallée du Vannetin a une altitude comprise entre 168 m et 81 m (son lit majeur est cependant moins encaissé que celui du Grand Morin). Comme ailleurs en Brie, on retrouve les horizons géologiques inférieurs constitués de marnes vertes et argiles : cette nature imperméable des sols du bassin versant du Vannetin lui confère un régime torrentiel (déclinaison extrême du régime pluvial, montées d'eau très rapides).

- Faune aquatique : située en zone piscicole de catégorie 1, le caractère préservée de l'eau et du cadre naturel du Vannetin s'est montré propice à la conservation de plusieurs espèces, dont sur la zone classée le Chabot (Cottus gobio) et surtout la Lamproie de Planer (Lampetra planeri ou lamproie à flanc jaune) qui a le statut d'Espèce quasi menacée (NT) (sigle NT pour Near Threatened) par l'UICN[6]. En aval, l'opération d'étude du réseau I.M.A.G.E. (Information sur les Milieux Aquatiques pour la Gestion Environnementale) réalisée à la station piscicole no 03770056 (Ru de la Pietrée à Saint-Siméon) a montré sur de 400 m2 la présence de Chabot encore (42 % de l'effectif du secteur d'étude), d'Epinochette (0,5 %), de Loche franche (10 %), de Truite de rivière (1 %), et de Vairon (47 %)[7]. Soit donc surtout des poissons de fond, au total : des Cottidae pour les chabots ; des Balitoridae pour les loches, et des Petromyzontidae pour les lamproies.